# Pistole vz. 38
Die Pistole vz. 38 (oder ČZ 38) ist eine tschechoslowakische Selbstladepistole.

## Geschichte
Die ČZ 38 wurde vor dem Zweiten Weltkrieg vom tschechoslowakischen Militär in Auftrag gegeben. Sie sollte die relativ aufwändige und teuer zu fertigende vz. 24 ersetzen, stattdessen sollte eine einfach aufgebaute Waffe angesichts der sich zuspitzenden Lage verfügbar sein. Die Pistole wurde 1938 zur Standardpistole erklärt, es erging eine Order über 40.000 Stück.
Von den gefertigten Waffen konnte jedoch nicht ein Exemplar an die tschechoslowakischen Truppen ausgeliefert werden, mit der Annexion durch Deutschland im Jahr 1939 wurde der Fertigungsbetrieb besetzt und alle Waffen beschlagnahmt. Das Heereswaffenamt deklarierte das Modell sodann als Pistole 39(t), sie wurde vor allem an die deutsche Luftwaffe ausgegeben.

## Technik
Die Pistole ist ein Rückstoßlader mit unverriegeltem Masseverschluss. Erste Modelle waren noch mit einer Sicherung versehen, diese entfernte man jedoch bald. Der Hahn konnte nicht manuell gespannt werden, die Waffe feuerte nur nach dem Double-Action-Prinzip. Aufgrund des ungünstigen Winkels des Griffstückes lag die Waffe nicht sehr gut in der Hand, zudem war der Abzug recht hart. Die Fertigung wurde deshalb bereits 1942 wieder aufgegeben.
Auf Tschechisch wurde die ČZ 38 aufgrund ihres eigentümlichen Aussehens auch louskáček (Nussknacker) genannt.